# Methypora
Methypora (лат.) — род мелких жуков-долгоносиков из подсемейства Cyclominae (Listroderini). Эндемики Австралии. Длина 4,0—7,0 мм. Рострум среднего размера; опушение состоит из щетинок и субокруглых чешуек; переднеспинка субцилиндрическая, без бугорков; щиток виден; надкрылья не срослись по межэлитральному шву, без ряда декливитальных бугорков; голени со шпорами. Methypora близок к родам подтрибы Listroderina из трибы Listroderini и близок к родам Acroriellus, Acrorius, Acrostomus, Germainiellus, Antarctobius, Hyperoides, Listroderes, Lamiarhinus, Philippius, Rupanius, Trachodema.
Питаются предположительно (как и другие близкие группы) листьями (имаго) и корнями растений (личинки).

## Систематика
Род включает 2 вида.
- Methypora postica Pascoe, 1865
- Methypora tibialis Lea, 1911